# Daniel Ruiz
Daniel Ruiz-Bazán Justa, ismertebb nevén: Dani (Sopuerta, 1951. június 28. –) spanyol válogatott labdarúgó.

## Pályafutása

### Klubcsapatban
Sopuertában született, Baszkföldön. Pályafutását kisebb baszk csapatoknál kezdte, majd 1971-ben az Athletic Bilbao csapatához került. Első teljes idényében a tartalékcsapatban játszott. Ezt követően két évre kölcsönadták a másodosztályú Barakaldo CF együttesének. 
1974-ben visszatért az Athletichez. Bemutatkozó mérkőzését 1974. szeptember 29-én játszotta egy Valencia elleni idegenbeli bajnoki alkalmával. Az első komolyabb eredménye volt, amikor az UEFA-kupa 1976–77-es sorozatában csapatával bejutott a döntőbe, de ott alulmaradtak a Juventusszal szemen.
A Athletic Bilbaónál töltött időszaka alatt két bajnoki címhez (1982–83, 1983–84), és egy-egy kupa (1983–84), illetve szuperkupa (1984) győzelemhez segítette csapatát. 1986 júniusában, 35 évesen fejezte be pályafutását.
Az Athletic Bilbao színeiben 1974 és 1986 között összesen 302 bajnoki mérkőzésen lépett pályára és 167 alkalommal volt eredményes.

### A válogatottban
1977 és 1981 között 25 alkalommal szerepelt a spanyol válogatottban és 10 gólt szerzett. Részt vett az 1978-as világbajnokságon és az 1980-as Európa-bajnokságon.

## Sikerei, díjai
Athletic Bilbao
- Spanyol bajnok (2): 1982–83, 1983–84
- Spanyol kupa (1): 1983–84
- Spanyol szuperkupa (1): 1984
- UEFA-kupa döntős (1): 1976–77

## Külső hivatkozások
- Daniel Ruiz adatlapja a National-Football-Teams.com oldalon (angolul)

- Daniel Ruiz (angol nyelven). eu-football.info
- Daniel Ruiz (angol, katalán, spanyol nyelven). BDFutbol.com